# 周啓嶲
周啓嶲，字立五，號節人，江南宜興人。清初政治人物。
周啓嶲於順治四年（1647年）中式丁亥科二甲第二名進士。選庶吉士，散館授内弘文院編修，官至鴻臚寺少卿。著有《澹木齋文集》、《澹木齋詩集》。